# Cimitero di West Laurel Hill
Il cimitero di West Laurel Hill è un cimitero rurale situato a Bala Cynwyd, in Pennsylvania. Venne inaugurato nel 1869, e ospita le esequie di molti personaggi illustri. Il cimitero è legato al Laurel Hill Cemetery situato nella vicina Filadelfia. Il cimitero include un arboreto con più di 950 specie di piante, un'impresa di pompe funebri, un crematorio, due sezioni dedicate a Ebrei ed una sezione a basso impatto ambientale. Dal 1992 fa parte del National Register of Historic Places.

## Descrizione
Il cimitero ha un aspetto naturalistico grazie alla vista panoramica sul fiume Schuylkill e le migliaia di piante presenti all'interno (fa parte di diverse associazioni tra cui l'American Public Gardens Association e la Greater Philadelphia Gardens), inoltre al suo interno si trovano monumenti e mausolei in diversi stili tra cui egizio, gotico e greco. Le sezioni più antiche vennero influenzate dall'architettura del paesaggio pensata da Adolph Strauch per lo Spring Grove Cemetery di Cincinnati.
Nel 2011 venne inaugurata una sezione dedicata ai defunti di fede ebraica denominata Chesed Shel Emet. Nel 2022 venne aperta una seconda sezione, chiamata Makom Shalom. Il cimitero offre inoltre servizi funebri conformi alle tradizioni ebraiche.
Il cimitero contiene una sezione dedicata alla sepoltura naturale, chiamata Nature's Sanctuary, la quale prevede che i defunti utilizzino bare, sudari ed urne biodegradabili. Ogni tomba viene scavata a mano e la sezione è decorata con erbe, alberi e arbusti autoctoni.
West Laurel Hill fu il primo cimitero a mappare l'area interna su smartphone, dando la possibilità ai visitatori di cercare luoghi di sepoltura, e di accedere a foto, video, test e altre informazioni.

## Storia
Il Laurel Hill Cemetery, situato nel quartiere di East Falls di Filadelfia, venne fondato nel 1836 e scelto come luogo di sepoltura dai personaggi più abbienti e più illustri della città. Verso la metà del XIX secolo, la creazione del parco Fairmount Park, e l'espansione della città cominciarono a limitare gli spazi a disposizione del cimitero. Nel 1869 John Jay Smith, il fondatore del cimitero, acquistò 200 acri di terreno a Bala Cynwyd da tre aziende agricole, con l'intento di creare il West Laurel Hill Cemetery. La prima sepoltura avvenne nel 1870.
Nei primi tempi dopo l'inaugurazione, il trasporto rappresentava un problema, e le sepolture richiedevano una giornata per essere portate a termine. I cortei funebri raggiungevano il cimitero a bordo di battelli a vapore, partendo da Filadelfia e navigando sul fiume Schuylkill. Una carrozza trasportava in seguito le bare fino al cimitero.
Nel 1886 la Cope and Stewardson, una società di architettura, costruì una torre campanaria in stile neogotico nel punto più alto del cimitero. Nello stesso periodo altri lavori furono appaltati al famoso architetto Horace Trumbauer.
Nel 1992 il cimitero venne inserito nella National Register of Historic Places.
Nel 1994 il cimitero comprò la Bringhurst Funeral Home, nel 1997 venne costruito un nuovo edificio all'interno della proprietà per ospitare l'impresa di pompe funebri, rinominata in West Laurel Hill Funeral Home nel 2016 e Laurel Hill Funeral Home nel 2022.

## Galleria d'immagini

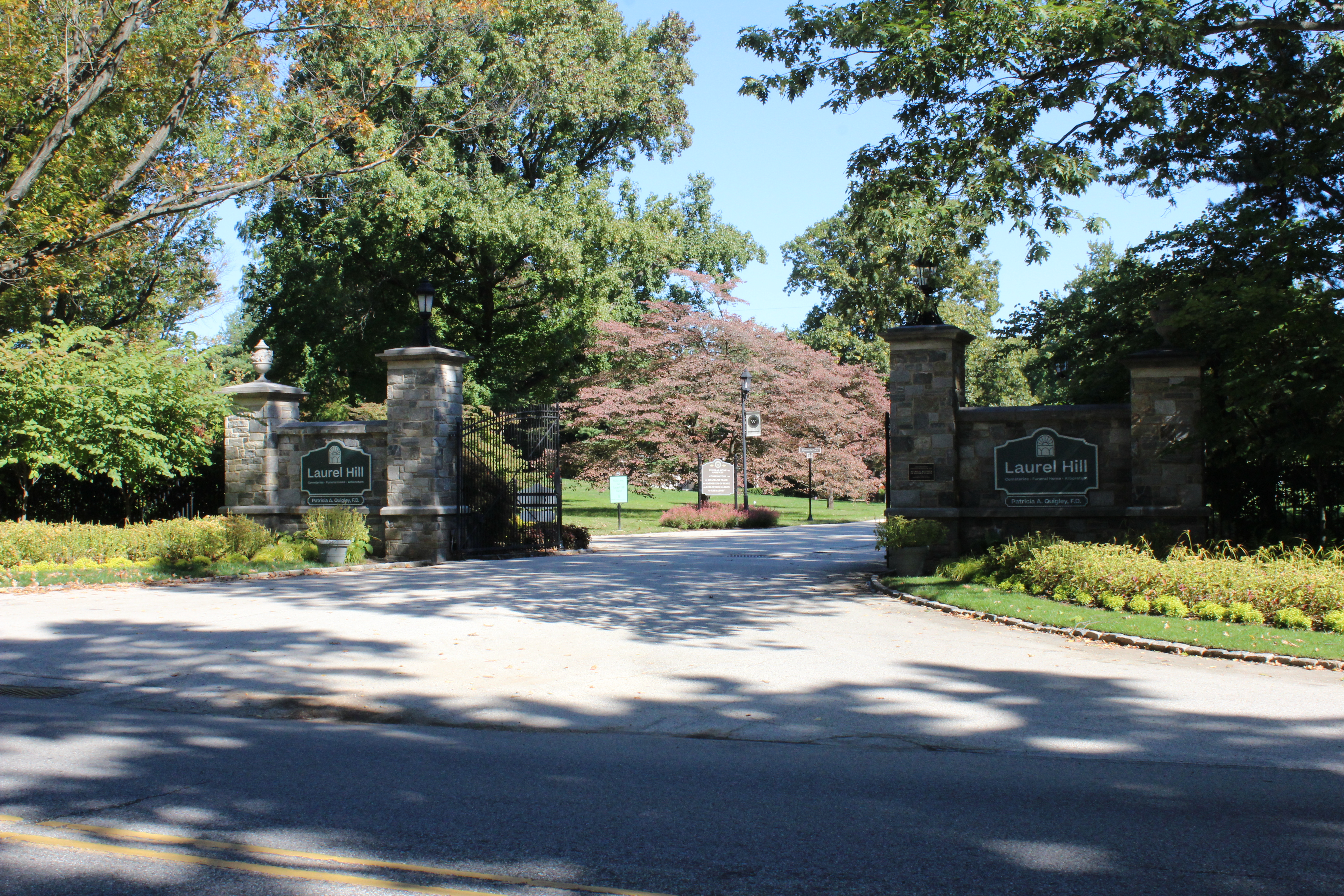
Cancello d'ingresso al cimitero
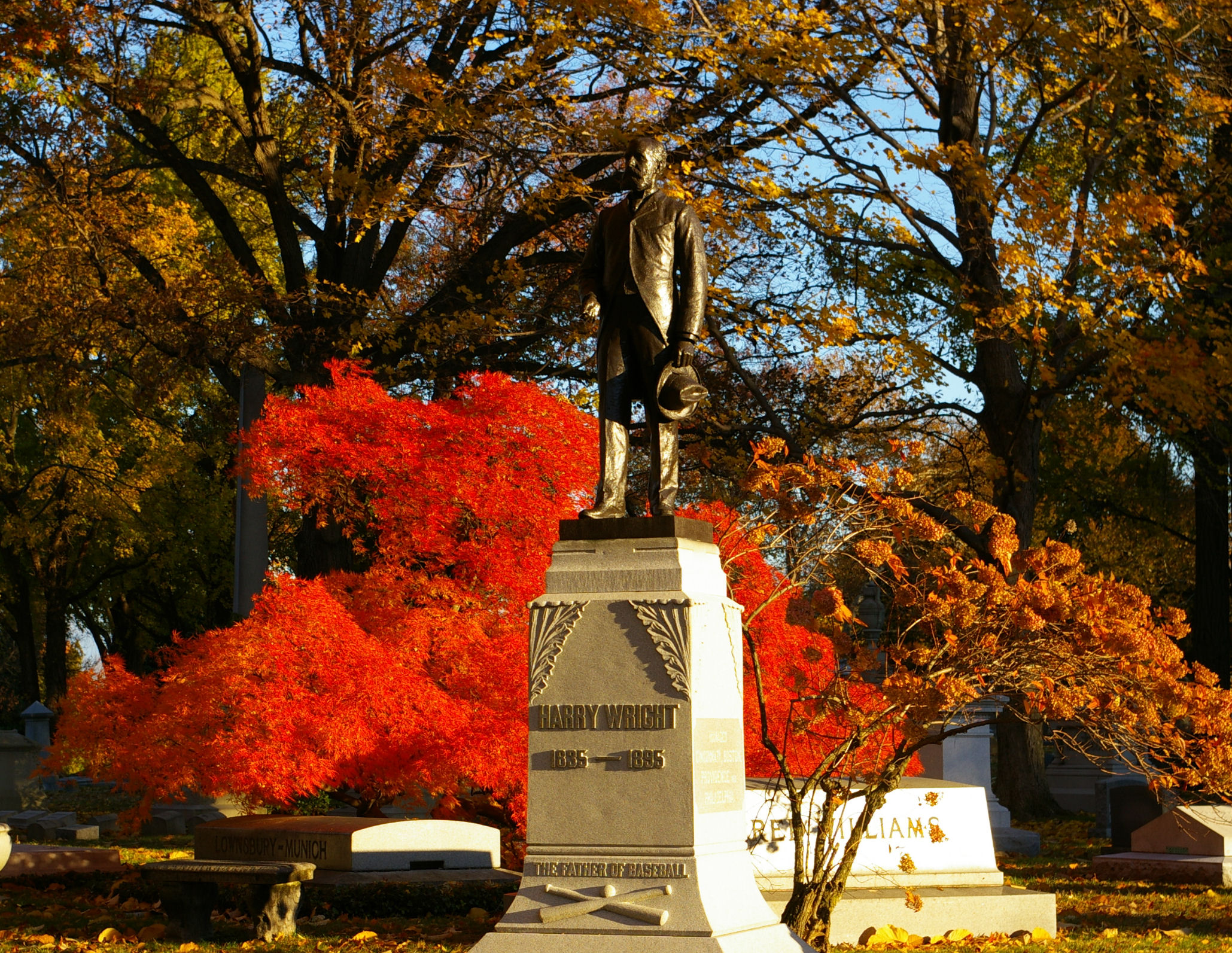
Memoriale a Harry Wright
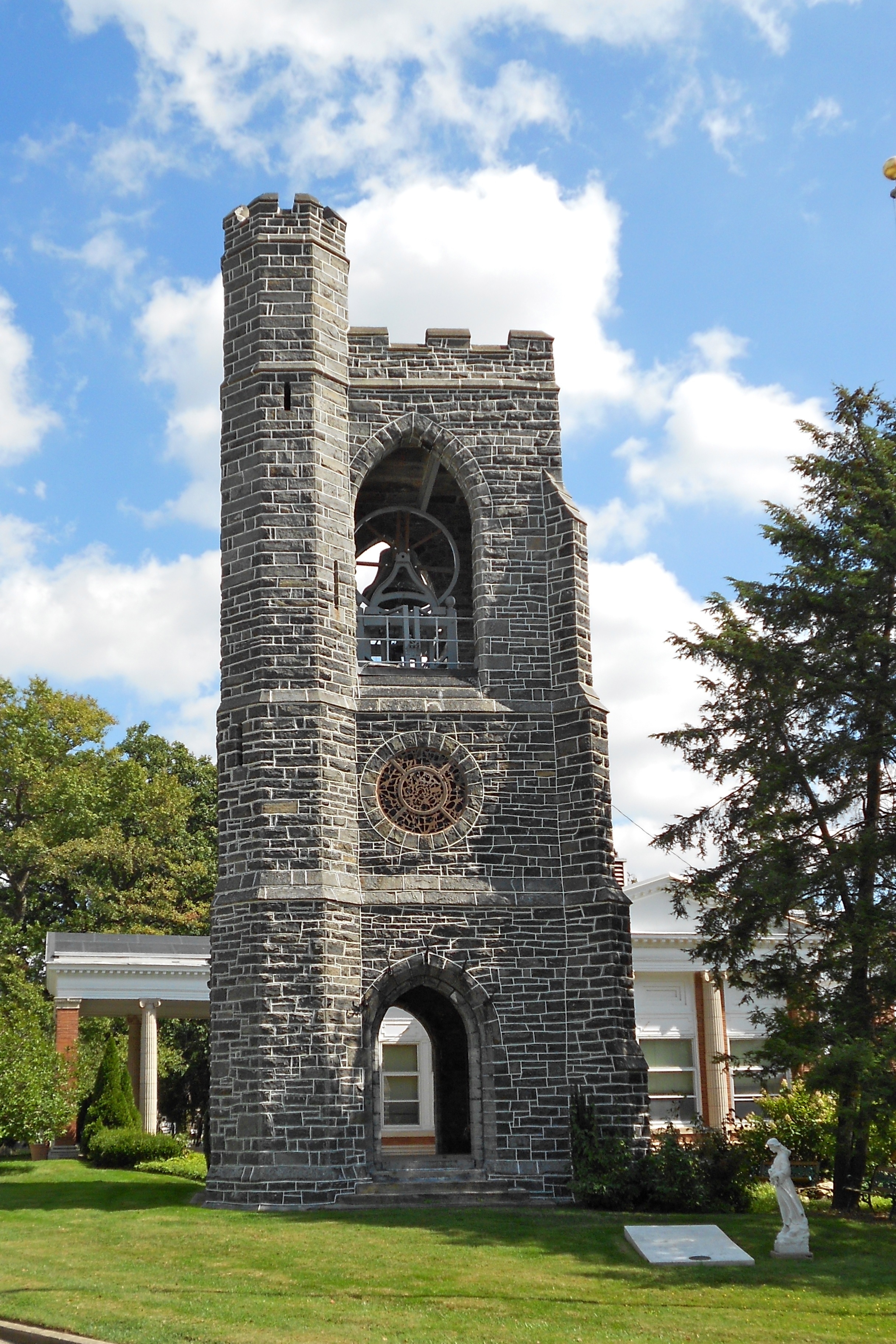
Il campanile del 1886 in stile neogotico progettato da Cope and Stewardson
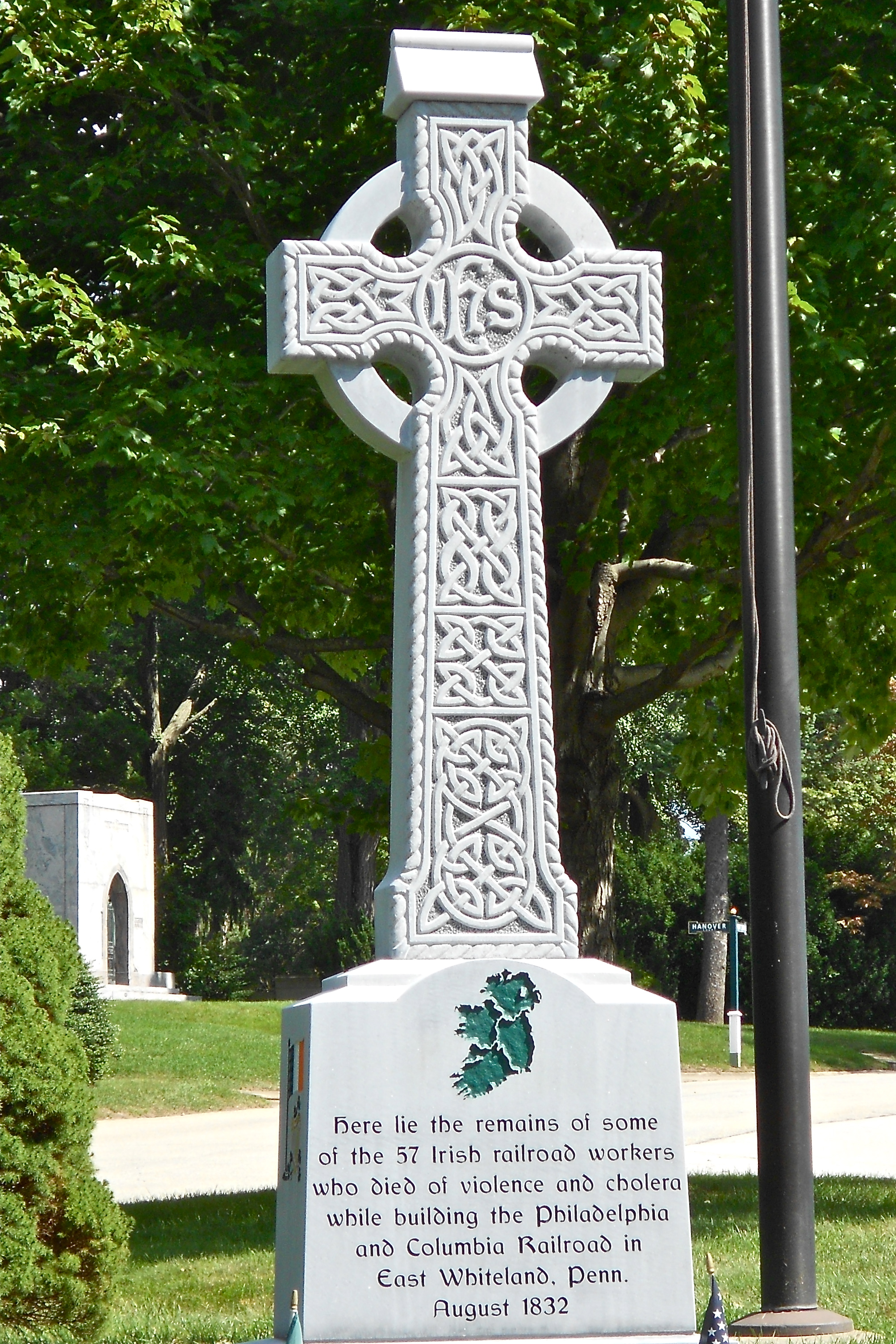
Memoriale alle vittime del Duffy's Cut
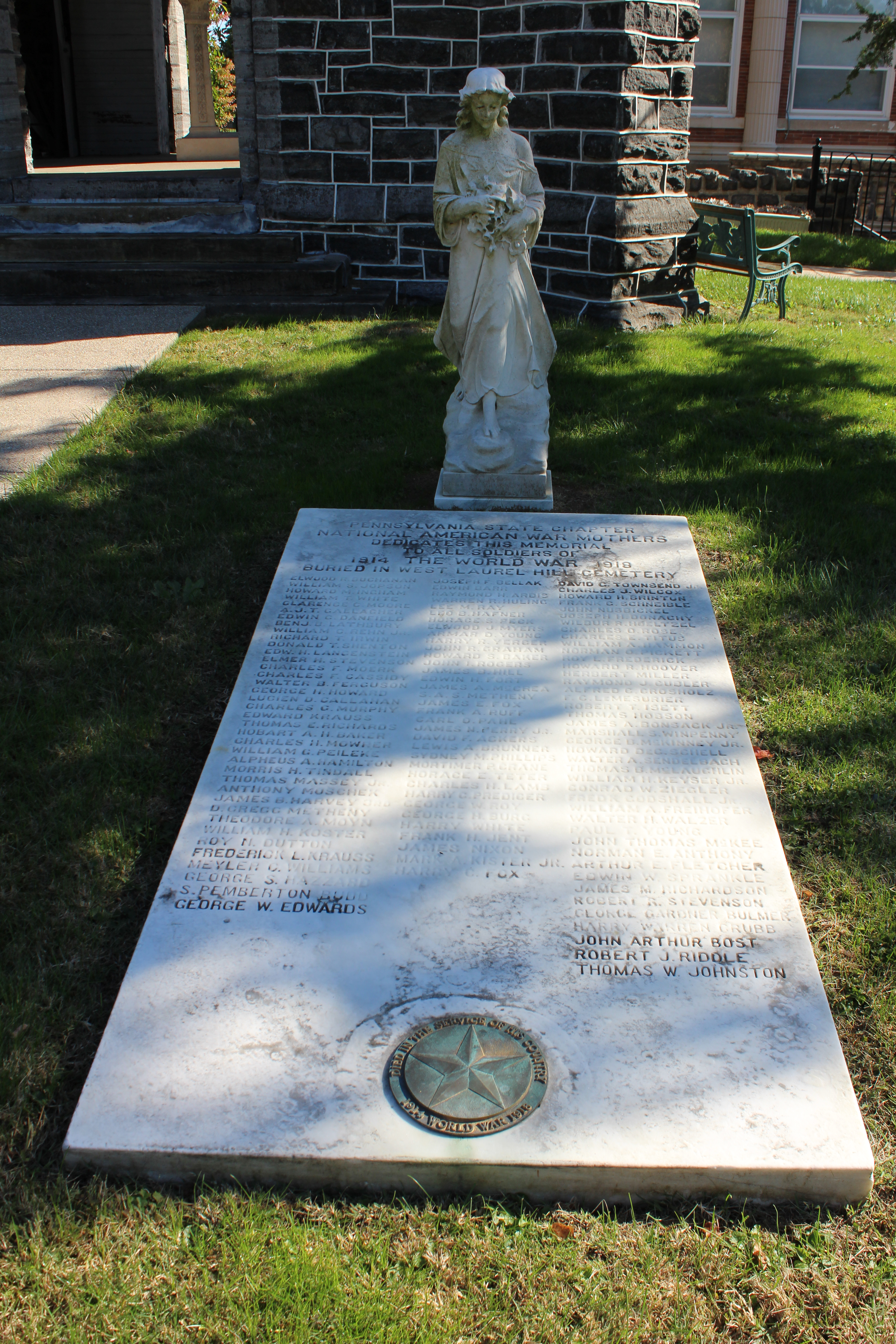
Memoriale della prima guerra mondiale
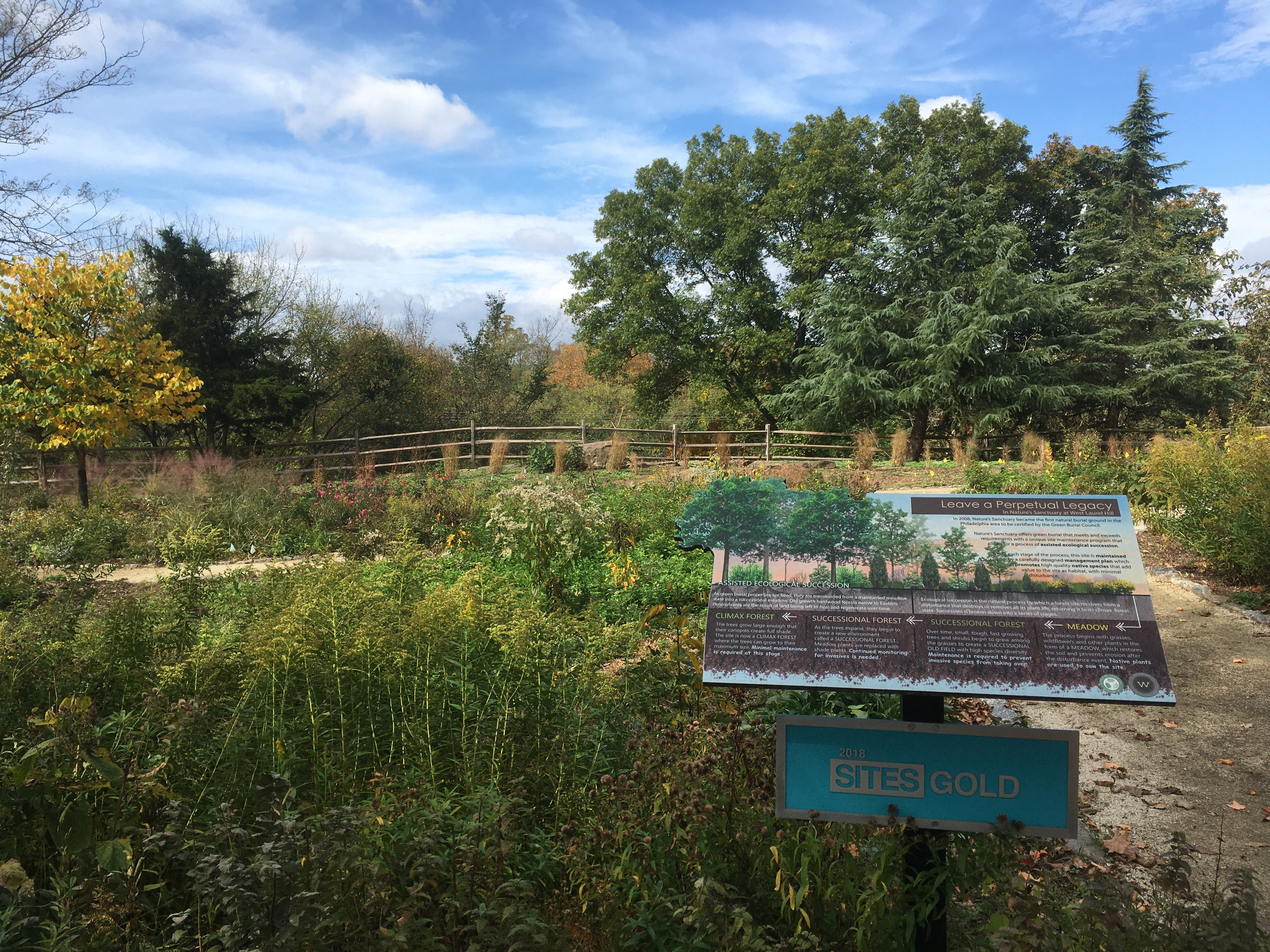
Nature's Sanctuary
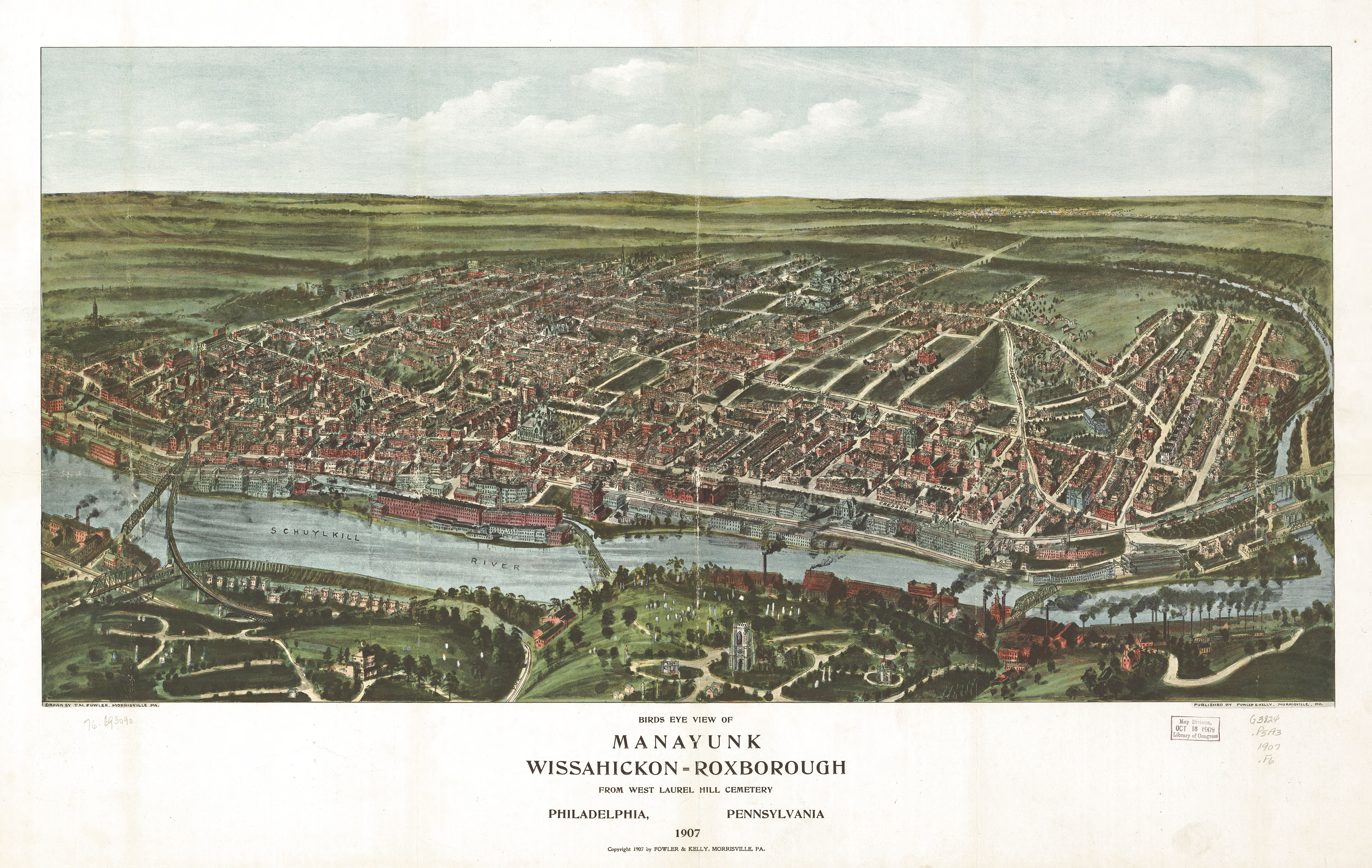
Immagine del 1907 del fiume Schuylkill, dei quartieriManayunk, Wissahickon e Roxborough visti dal cimitero di West Laurel Hill